# Leo Nilsson
Leo Georg Nilsson, född 20 februari 1939 i Västra Skrävlinge församling i Malmö, är en svensk tonsättare, pianist, organist och kammarmusiker, som tidigt experimenterade med konkret och elektronisk musik och som idag räknas som en pionjär inom svensk elektronisk musik. 
Leo Nilsson utbildade sig vid Musikhögskolan i Stockholm 1958-1962 till organist med solistutbildning i piano och musikpedagogisk examen. Han studerade därefter utomlands, bland annat vid franska radions elektronmusikstudio, GRM. Han har varit verksam vid Elektronmusikstudion och Fylkingen. Under 1960-talet drev han tillsammans med Ralph Lundsten studio Andromeda. På 70-talet startade Leo Nilsson sin egen studio, Studio Viarp i Förslöv i Skåne. Under studietiden tog Leo Nilsson intryck av tonsättare som Ingvar Lidholm, Karl-Birger Blomdahl, György Ligeti och Pierre Schaeffer. Han har samarbetat med bl.a. Knut Wiggen, Folke Rabe, Karl-Erik Welin och Lars-Gunnar Bodin och tillsammans med konstnärer inom andra fält än musikens. Här märks multimediaföreställningar t.ex. med gruppen L'Étoile du Nord, Happenings i Fylkingens regi och samarbeten med konstnärer och arkitekter. Tillsammans med skulptören Olle Adrin gjorde Leo Nilsson flera musikskulpturer och installationer med elektronisk musik. Även instrumentutveckling har intresserat Leo Nilsson t.ex. en "instrumental vägg" och "taktil slinga" som ställdes ut på Konstsalongen Samlaren i Stockholm.  
Leo Nilsson är en av den elektroniska musikens pionjärer i Sverige. Han har arbetat med ren elektronisk musik men också med musik, integrerad i utställningar bland annat i Paris, Milano, New York och Tokyo. Dessutom har han arbetat med musik till film, bildspel, teater, dans och TV. I gruppen Pax Art Ensemble arbetade Leo Nilsson med ett nytt instrumentarium, Dataton 3000, för live-elektronisk musik. Vid Skoldirektionen i Stockholm startade han en elektronmusikstudio för ungdomar. För yngre barn har han installerat lekfulla ljudskulpturer och nya musikinstrument i utemiljö. I naturen, t.ex. vid Norrvikens Trädgårdar i Skåne har han installerat sina kompositioner i trädkronor, raviner och över reflekterande vattenspeglar. Ljudmiljöproblematik och lyssnarfrågor engagerade honom i ett utvecklingsarbete som var knutet till Kgl. Musikaliska Akademien i Stockholm. Som musiker har han främst varit verksam inom kammarmusikområdet.
Sedan 1982 har Leo Nilsson varit lärare vid Musikhögskolan i Stockholm i ämnena musikakustik, musikpsykologi och komposition. Medlem i Föreningen Svenska Tonsättare FST.